# Mrtvica (Kupreško polje)
Mrtvica  je rijeka ponornica u Bosni i Hercegovini.
Rijeka Mrtvica se nalazi na Kupreškom polju. Rijeka tvori Mrtvičku kotlinu. Pritoke Mrtvice su potoci Smrdelj, Karićevac i Jazmak. Teče prema zapadu i sjeverozapadu i uvire pod Kurljanjem, odnosno pod Jarmom. Rijeka Mrtvica je poseban revir za ribolovce.